# Robert Thurman

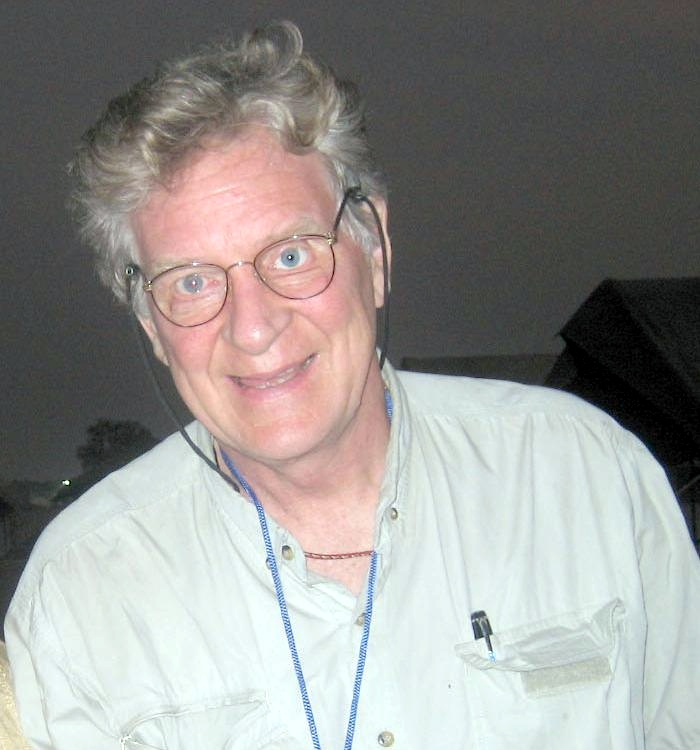
Robert Thurman (2006)

Robert Alexander Farrar Thurman (Nova Iorque, 4 de agosto de 1941) é um influente budista estado-unidense, escritor e acadêmico. 
Ele leciona temas relacionados ao Lama Je Tsong Khapa aos estudantes de budismo indo-tibetano na Universidade de Columbia. Ele também é o co-fundador e presidente do Tibet House New York e atualmente possui a primeira cadeira no seu campo de estudo nos Estados Unidos. Thurman nasceu em New York City, filho de Elizabeth Dean Farrar, uma atriz, e Beverly Reid Thurman, Jr., Presidente editor associado e tradutor.
Thurman é o pai de cinco crianças, incluindo a atriz Uma Thurman. Ele é o padrinho do New York artist Dash Snow.